# Leandro Rocha
Leandro Rocha (Almada, 1997. május 23. –) portugál labdarúgó, a lengyel Radomiak csatárja.

## Pályafutása
Rocha a portugáliai Almada városában született. Az ifjúsági pályafutását különböző portugál, brazil és olasz csapatokban kezdte, majd a Monaco akadémiájánál folytatta.
2017-ben mutatkozott be a spanyol Leganés B felnőtt keretében. 2018-ban az Ontinyent, majd a belga másodosztályban szereplő Lommel szerződtette. 2019-ben az első osztályú Eupenhez igazolt. A 2020–21-es szezonban az RWDM47 csapatát erősítette kölcsönben. 2022-ben a Lierséhez csatlakozott. 2023. január 13-án 3½ éves szerződést kötött a lengyel első osztályban érdekelt Radomiak együttesével. Először a 2023. január 27-ei, Miedź Legnica ellen 0–0-ás döntetlennel zárult mérkőzésen lépett pályára. Első góljait 2023. február 25-én, a Lechia Gdańsk ellen idegenben 3–1-re megnyert találkozón szerezte meg.

## Statisztikák
2023. március 11. szerint
| Klub                | Szezon   | Osztály               | Bajnokság | Bajnokság | Kupa és Ligakupa | Kupa és Ligakupa | Nemzetközi | Nemzetközi | Összesen | Összesen |
| Klub                | Szezon   | Osztály               | Meccs     | Gól       | Meccs            | Gól              | Meccs      | Gól        | Meccs    | Gól      |
| ------------------- | -------- | --------------------- | --------- | --------- | ---------------- | ---------------- | ---------- | ---------- | -------- | -------- |
| Lommel              | 2018–19  | Challenger Pro League | 32        | 19        | 0                | 0                | —          | —          | 32       | 19       |
| Eupen               | 2019–20  | Jupiler League        | 6         | 0         | 1                | 0                | —          | —          | 7        | 0        |
| Eupen               | 2021–22  | Jupiler League        | 13        | 0         | 2                | 0                | —          | —          | 15       | 0        |
| Eupen               | Összesen | Összesen              | 19        | 0         | 3                | 0                | 0          | 0          | 22       | 0        |
| RWDM47 (kölcsönben) | 2020–21  | Challenger Pro League | 13        | 7         | 1                | 0                | —          | —          | 14       | 7        |
| Lierse              | 2022–23  | Challenger Pro League | 17        | 12        | 1                | 0                | —          | —          | 18       | 12       |
| Radomiak            | 2022–23  | Ekstraklasa           | 7         | 3         | 0                | 0                | —          | —          | 7        | 3        |
| Összesen            | Összesen | Összesen              | 88        | 41        | 5                | 0                | 0          | 0          | 93       | 41       |

## Sikerei, díjai
Egyéni
- A belga másodosztály gólkirálya: 2018–19 (19 góllal)